# Stročín
Stročín es un municipio del distrito de Svidník en la región de Prešov, Eslovaquia, con una población estimada a final del año 2024 de 572 habitantes.
Se encuentra ubicado en el centro-norte de la región, cerca del río Ondava (cuenca hidrográfica del río Tisza) y de la frontera con  Polonia.

## Demografía
| Año        | 1994 | 2004     | 2014     | 2024    |
| ---------- | ---- | -------- | -------- | ------- |
| Población  | 406  | 499      | 559      | 572     |
| Diferencia |      | +22,90 % | +12,02 % | +2,32 % |

| Año        | 2023 | 2024    |
| ---------- | ---- | ------- |
| Población  | 568  | 572     |
| Diferencia |      | +0,70 % |